# Конгобу-дзи
Конгобу-дзи (яп. 金剛峯寺 Конго:бу-дзи) — главный храм буддийской школы сингон, находящийся на горе Коя-сан. К храму относится также комплекс Гаран c пагодой Компон-дайто.

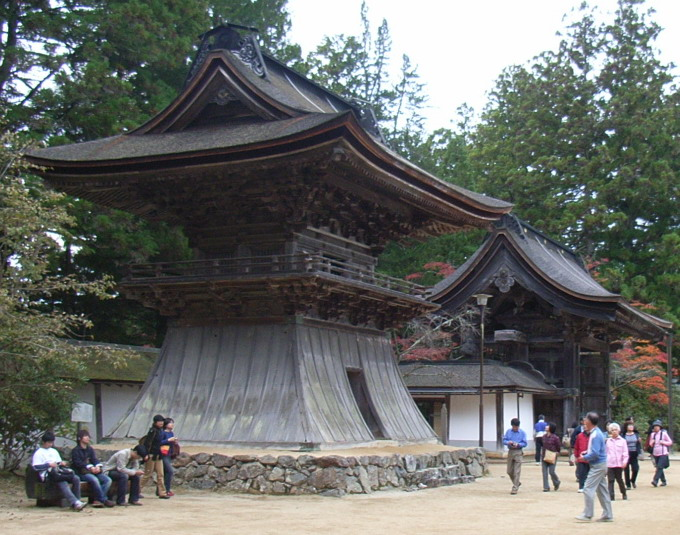
Двор храма Конгобу-дзи

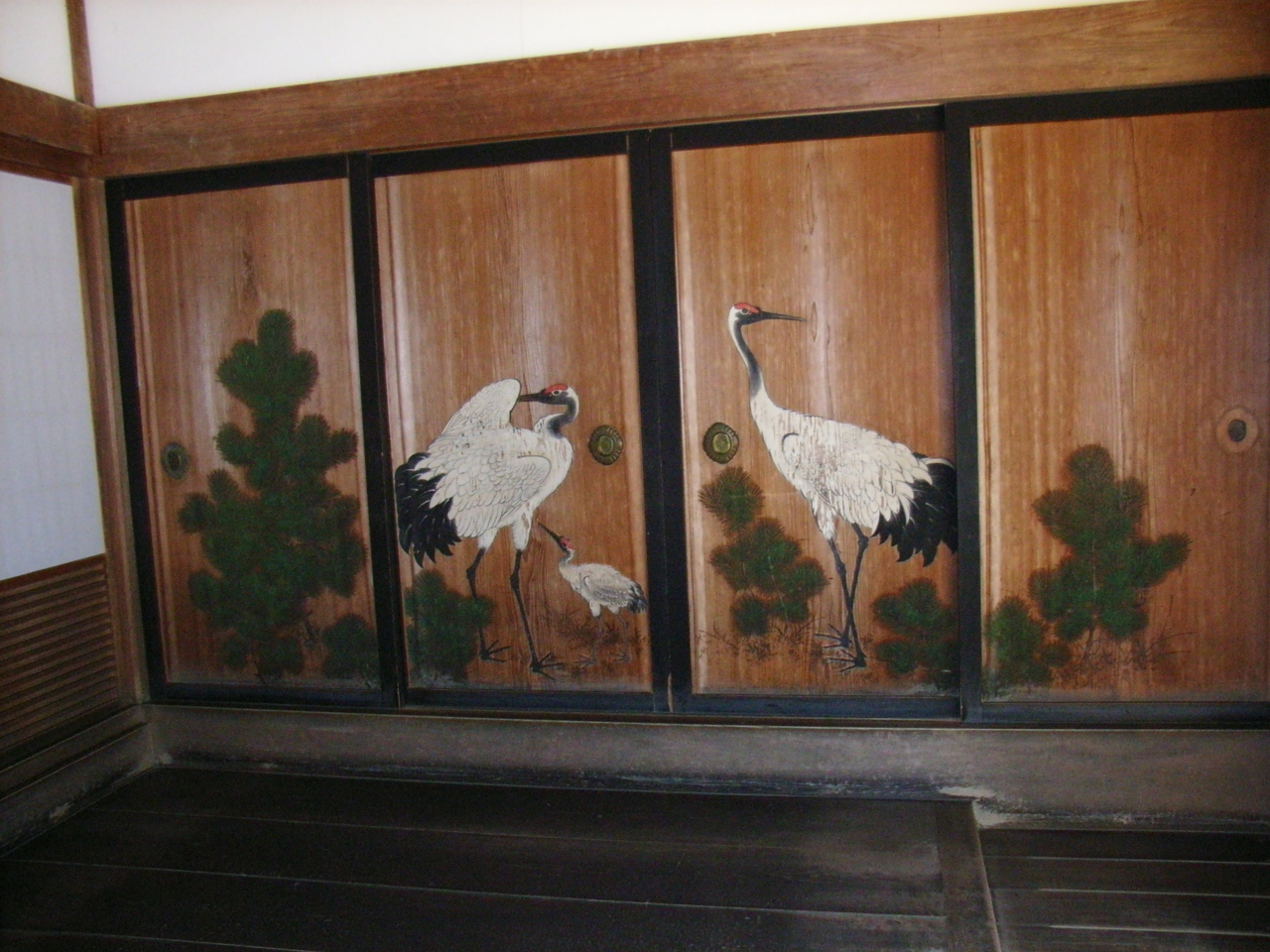
Картины в зале

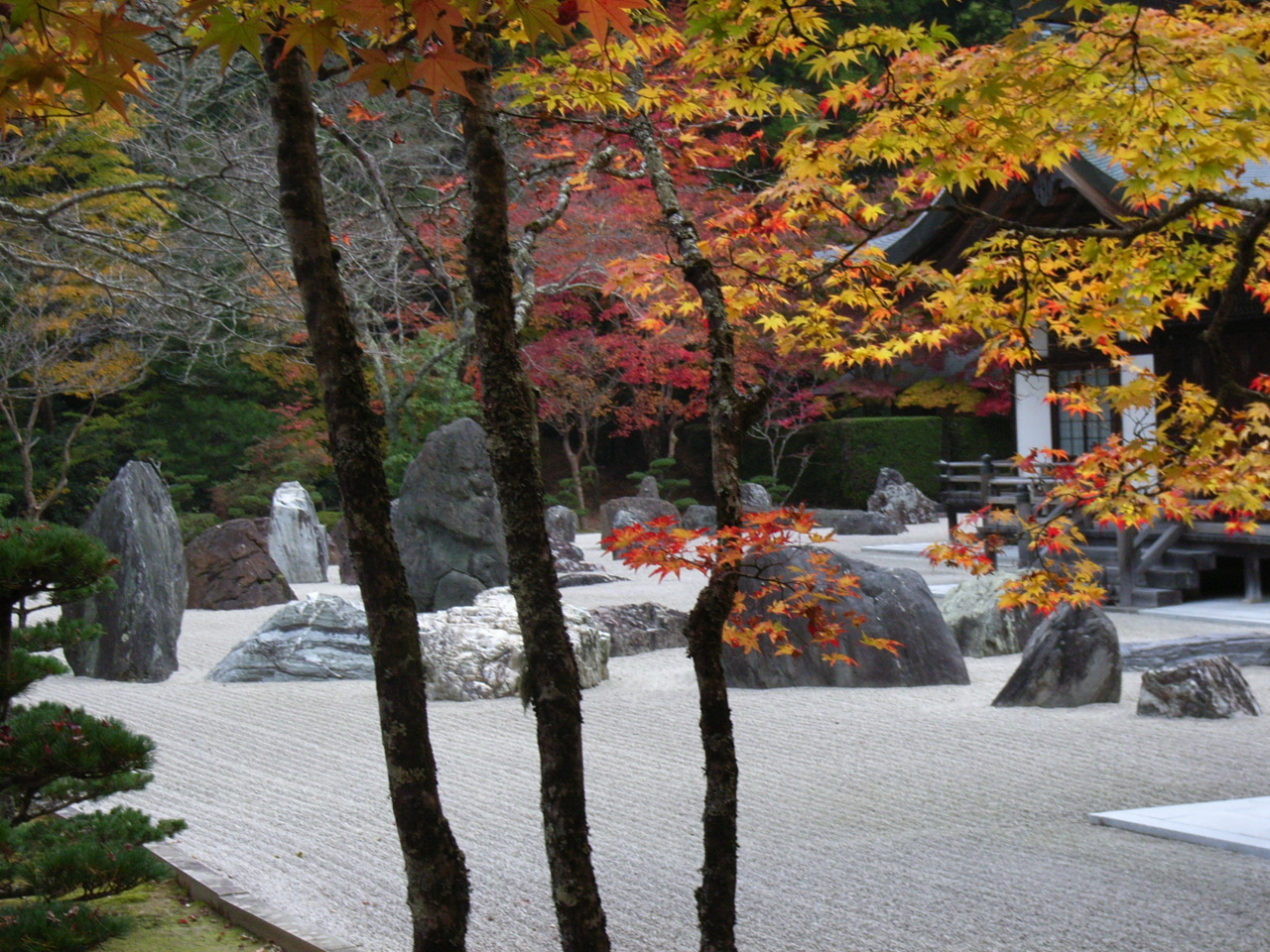
Сад камней

Название Конгобу-дзи первоначально употребляли по отношению ко всей горе Коя-сан. Название Конгобу означает острие ваджры. Храм был построен в 1593  в память о матери Тоётоми Хидэёси, и был перестроен в 1863, получил название Конгобу-дзи и стал главным храмом сингон.
Храм состоит из большого числа павильонов и пагод, множества комнат и залов для медитации с уникальными картинами, сада камней, парка с прудом, библиотеки, мавзолея Дэнто Кокуси.

## Изображения

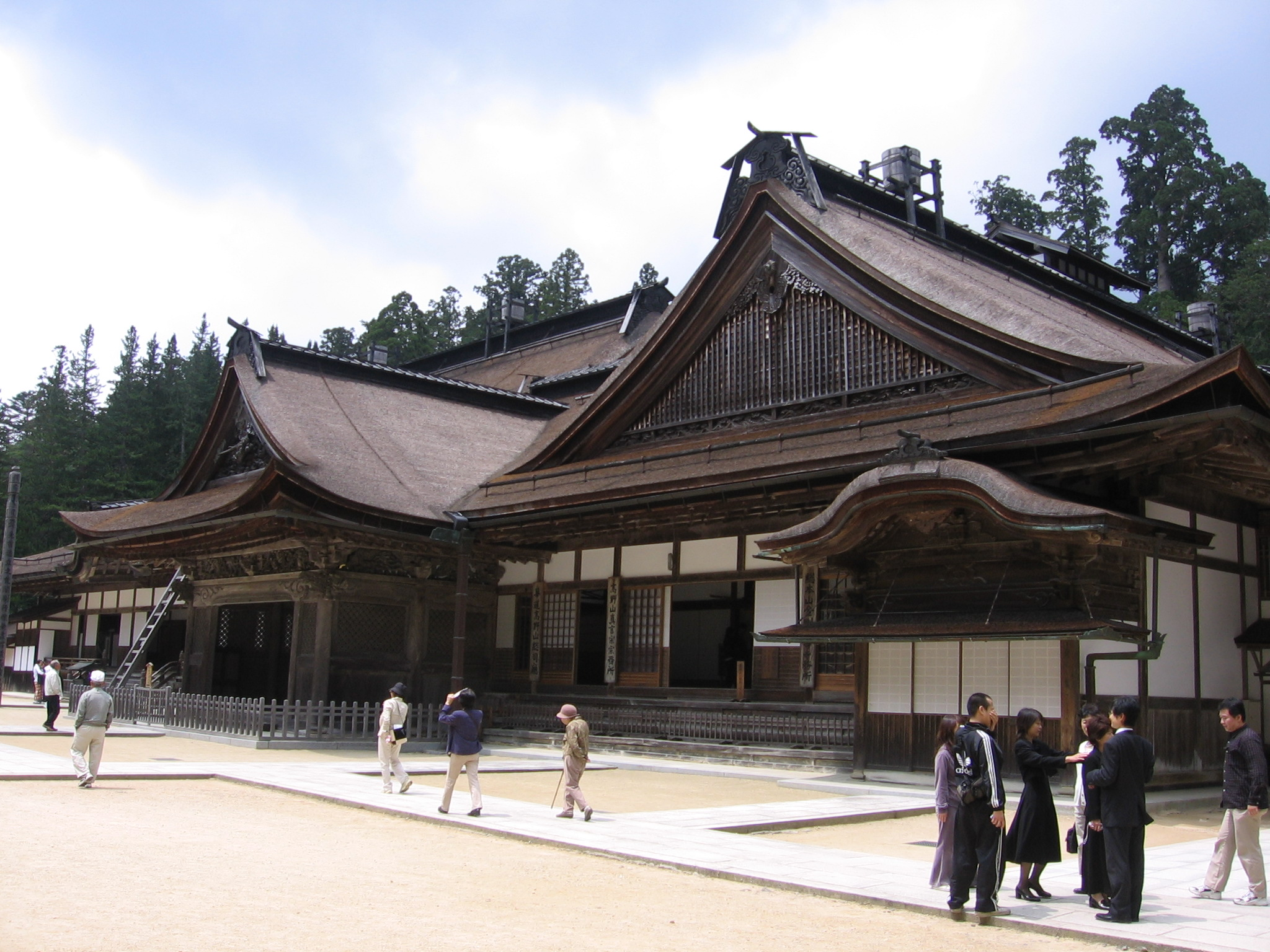
Конгобу-дзи в свету
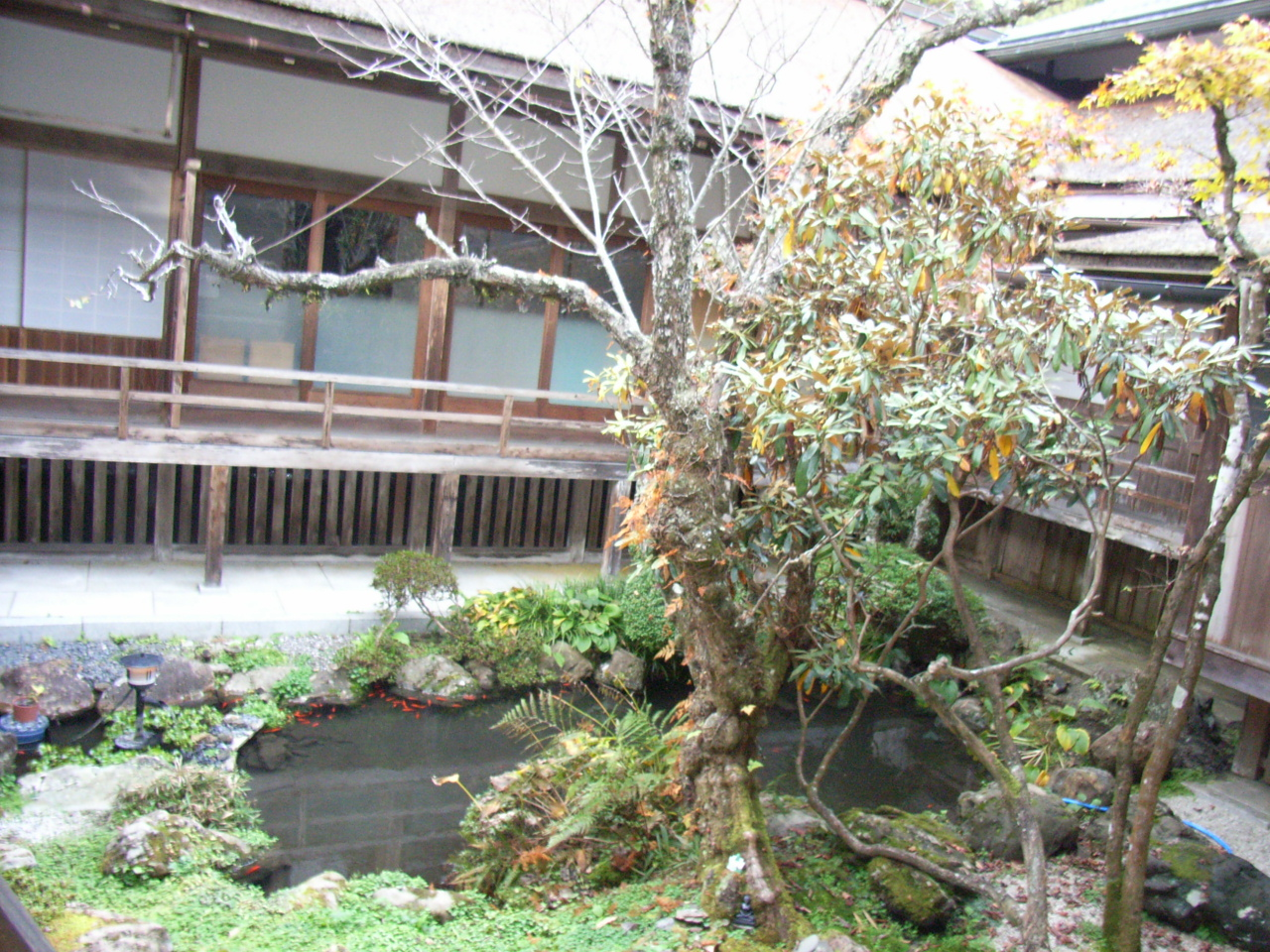
Пруд
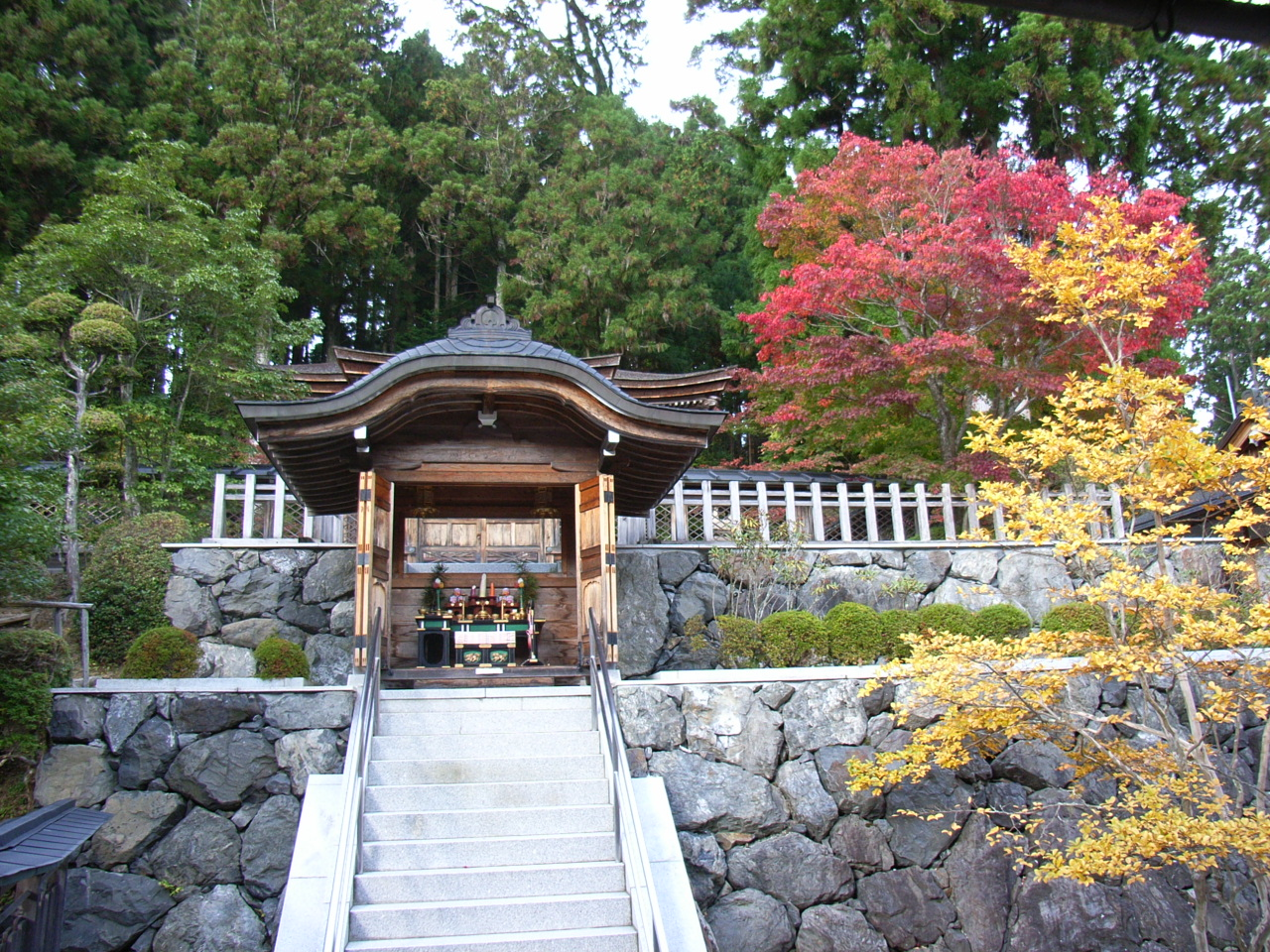
Павильон
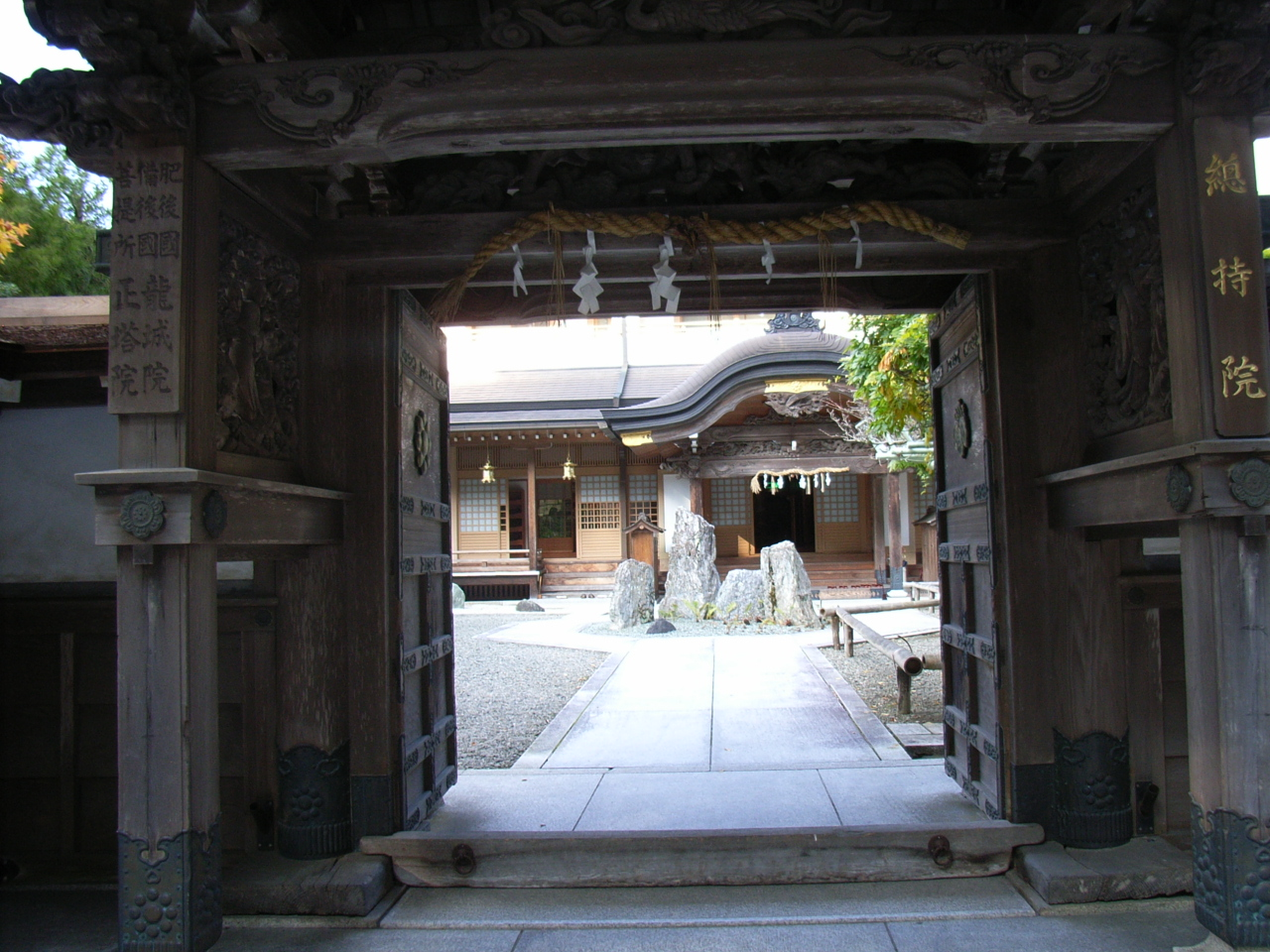
Ворота храма